# 朱高爔
皇子朱高爔（1392年1月18日—1392年），明成祖朱棣第四子，生母为康穆懿恭惠妃吳氏。
他于洪武二十四年十二月二十四日（1392年1月4日）出生，一个月內就夭折。
明成祖即位後，也並未追封任何爵位給他。